# Jesús Valenzuela
Pour les articles homonymes, voir Valenzuela.
Jesús Noel Valenzuela Sáez , né le 24 novembre 1983 dans l'État de Portuguesa, est un arbitre vénézuélien de football.
Il appartient au groupe d'arbitres qui officie principalement dans le Championnat vénézuélien de première division. Depuis 2013, il peut également arbitrer des matchs internationaux.

## Biographie
Jesús Valenzuela arbitre des matchs de la Primera División - la plus haute ligue de football vénézuélienne - depuis la saison 2011-2012. Arbitre international de la FIFA depuis 2013, il fait ses débuts dans les matchs internationaux séniors en février 2015 au sifflet du match de tour de qualification de la Copa Libertadores 2015 entre l'Atlético Morelia et le The Strongest La Paz. En mars 2016, il arbitre le match éliminatoire de la Coupe du monde 2018 entre l'Argentine et la Bolivie.
Arbitre principal de la finale de la Copa Sudamericana 2020 entre CA Lanús et CSD Defensa y Justicia, deux équipes argentines, il devient le premier arbitre vénézuélien à arbitrer la finale de cette compétition annuelle.
En juillet 2021, Jesús Valenzuela est l’arbitre principal de la demi-finale de la Copa América 2021 entre l'Argentine et la Colombie. Sélectionné pour le tournoi olympique de football 2021, il arbitre trois matchs, dont un quart de finale. Il est considéré comme le meilleur arbitre de la CONMEBOL lors de l’année 2021 selon l'étude annuelle de l'IFFHS,.
Le 19 mai 2022, il est sélectionné pour être un des trente-six arbitres de la Coupe du monde de football 2022,. Il est l'arbitre principal du match Angleterre - États-Unis dans le cadre de la 2e journée du groupe B ainsi que le huitième de finale qui oppose la France à la Pologne,. Il est deuxième arbitre vénézuélien à être arbitre principal d'une rencontre de Coupe du monde après Vicente Llobregat en 1974.